# Lake District
Lake District je planinsko područje na krajnjem sjeverozapadu Engleske i njezin najveći nacionalni park, veličine od 2.362 km², proglašen još 9. svibnja 1951. godine.
Dana 9. srpnja 2017. godine Lake District je upisan na UNESCO-ov popis mjesta svjetske baštine u Europi jer je njegov krajolik nadaleko cijenjen još od 18. stoljeća preko piktoresknih i romantičarskih pokreta koji su ga slavili kroz slikarstvo i književnost, potaknuvši svijest o važnosti lijepih krajolika i želju da se oni očuvaju.

## O parku
Nekada je područje današnjeg nacionalnog parka pripadalo povijesnim grofovijama Cumberland, Lancashire i Westmorland. To je kraj jezerskih dolina koje se koncentrično nižu iz središnje planinske jezgre, neobično atraktivan turistima. Tu se nalaze najveća engleska jezera, od kojih je najveće Windermere, i najviše engleske planine, od kojih je najviša - Scafell Pike.
Geološki sastav većine glavnih vrhova kao što je Scafell Pike (978 m), Sca Fell (964 m) i Helvellyn (950 m) sastoji se od tvrdih predkarbonskih stijena.  Oni na sjeveru, kao što su Skiddaw (930 m) i Blencathra (868 m), građeni su od mekših stijena iz ordovicija pa su im vrhovi zaobljeniji.
Diljem juga leže niža brda građena od silurskih stijena koja okružuju jezera Windermere Esthwaite i Coniston. Ta jezera nastala su u ledenom dobu glacijacijom koja je produbila postojeće doline i izdubila bazene u stijenama, ali je istovremeno i razdvojila doline negdašnjih pritoka, stvarajući tako nizove padajućih dolina s atraktivnim slapovima.
Krajolik je nadalje oblikovan poljoprivredno-pastirskim djelovanjem koji se odlikuje poljima ograđenima suhoziđem. Zajedničkim djelovanjem prirode i ljudske aktivnosti nastao je skladan krajolik u kojemu se planine zrcale u jezerima. Veliki ljetnikovci, vrtovi i parkovi su namjerno stvoreni kako bi naglasili ljepotu krajolika.
Najvažnija jezera i bazeni u parku su: Bassenthwaite Lake, Brotherswater, Buttermere, Coniston Water, Crummock Water, Derwent Water, Devoke Water, Elter Water, Ennerdale Water, Esthwaite Water, Grasmere, Haweswater Reservoir, Hayeswater, Loweswater, Rydal Water, Thirlmere, Ullswater, Wast Water i Windermere. Bassenthwaite Lake je jedino koje u nazivu ima naziv „jezero” dok je većina smatrana za mere ističući kako su široka, a ne duboka, dok je tarn naziv za planinski bazen zatvoren morenama.

## Povijest
Lakeland je dugo bio izoliran jer je s juga i istoka bio štićen barijerom od neprohodnih šuma, tresetišta, baruština i jezera, tako da su svega dva rimska puta izgrađena u cijelom kraju.
Nakon normanskog osvajanja Engleske uslijedilo je razdoblje intenzivne deforestacije. cistercitske opatije Furness i Byland iskoristile su taj prostor za ovčarstvo i proizvodnju vune, pa se nastavio proces krčenja šuma, koji je ubrzan taljenjem željezne rudače, a kasnije intenzivnim iskapanjem olova i bakra. Te aktivnosti su nakon 1870-ih postale su neprofitabilne, pa se prešlo na eksploataciju građevinskog kamena po brojnim kamenolomima. Državni šumarski savjet koji je upravljao velikim površinama crnogoričnih šuma, pristao se povući sa središnjeg brdovitog područja, tad već prilično ogoljelog po kojem su ostali samo bjelogorični šumarci. Povećana potražnja za vodom u industrijskim središtima sjeverozapadne Engleske dovela je do toga da se akumulacijsko jezero Thirlmere više ne smije koristiti za rekreaciju. S druge strane, osnaženi su tradicionalni oblici ekstenzivne poljoprivrede; govedarstvo i ovčarstvo, uključuju i proizvodnju mlijeka i jaja.
Od početka 19. stoljeća ovaj kraj je počeo privlačiti sve više posjetitelja, među njima i brojnih slavnih ljudi. Povećana mobilnost stanovništva industrijskih centara sjeverne Engleske potaknula je razvoj turizma. Lake District bio je dom pjesnika Williama Wordswortha, koji je rođen u Cockermouthu i pokopan je pored svoje sestre i žene na seoskom grasmerskom groblju. Pjesnici Wordsworth, Coleridge i Southey su odabrali živjeti u ovom području zbog njegove ljepote i postali su poznati kao „Jezerski pjesnici”. Mnogi umjetnici, povjesničari i drugi su slijedili njihov primjer suživota s prirodom preselivši se u ovaj kraj, kao što su: Thomas Arnold, Harriet Martineau, John Ruskin i dr. Brojni drugi su posjetili ovaj kraj i duboko se povezali s njegovim krajolikom i ljudima. Neki od njih su: Percy Bysshe Shelley, Walter Scott, Nathaniel Hawthorne, Thomas Carlyle, John Keats, Alfred Tennyson, Beatrix Potter, Ken Russell i dr.
- Pogled na gorje Wasdale screes iznad Wastwatera, najdubljeg jezera u Engleskoj
- Derwent Water je jedno od 21 veće vodene površine u Lake Districtu

## Vanjske poveznice
- Službena stranica (engl.)